# Phân biệt đối xử

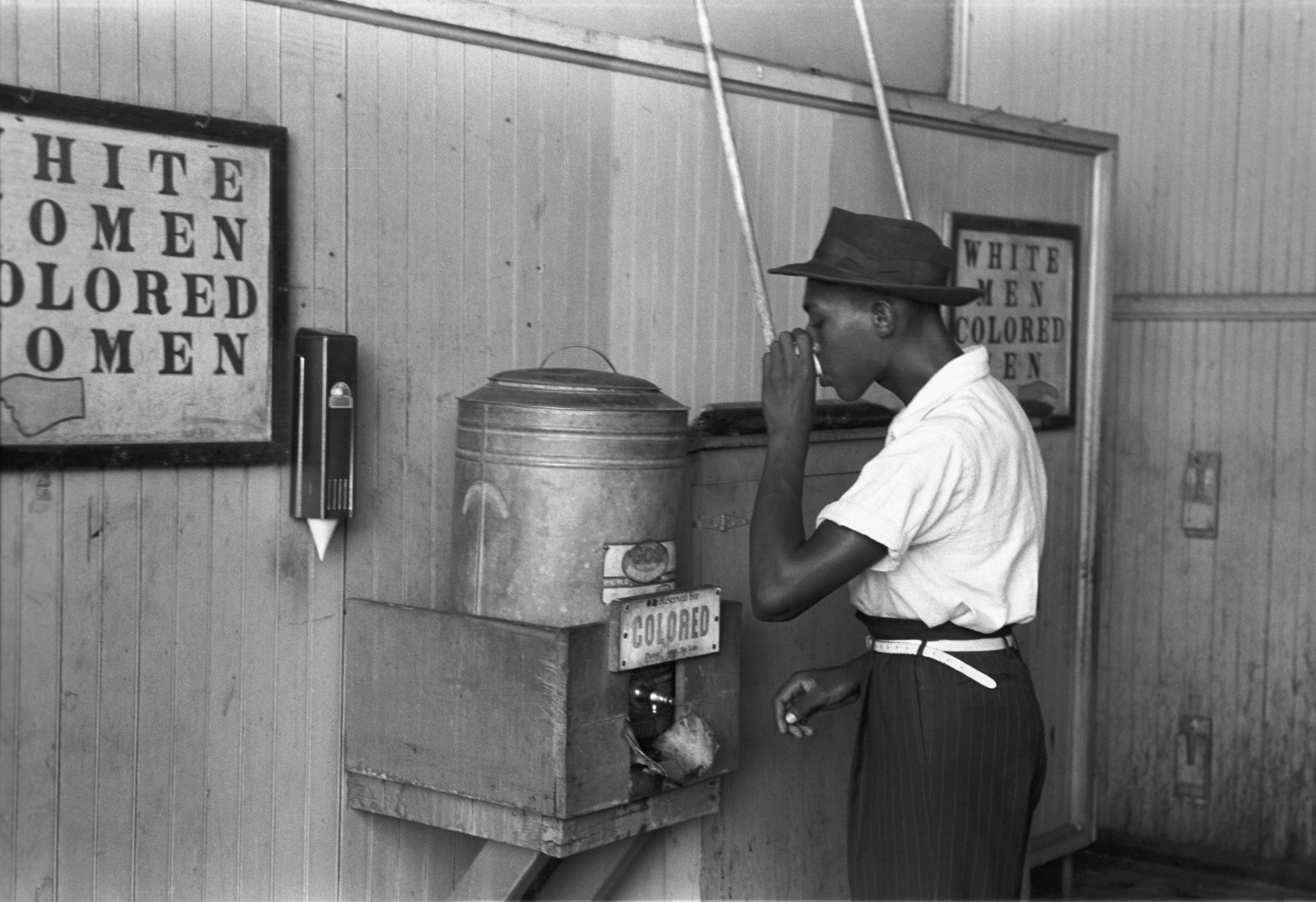
Một người Mỹ gốc Phi uống nước từ một bình nước tách riêng theo chủng tộc dán nhãn "[cho người] Da màu", ở Thành phố Oklahoma,.

Phân biệt đối xử là quá trình tạo ra sự phân biệt không công bằng hoặc mang tính định kiến giữa người với người dựa trên các nhóm, giai cấp hoặc các hạng mục khác mà họ thuộc về hoặc được cho là thuộc về, như chủng tộc, giới tính, tuổi tác, tôn giáo, ngoại hình hoặc xu hướng tính dục. Phân biệt đối xử thường dẫn đến việc các nhóm bị đối xử bất công dựa trên sự phân định địa vị theo hạng mục về dân tộc, chủng tộc, giới tính hoặc tôn giáo. Nó liên quan đến việc tước đi các cơ hội hoặc đặc quyền của các cá nhân thuộc một nhóm này, trong khi các thành viên của nhóm khác thì có được cơ hội hoặc đặc quyền ấy.

## Định nghĩa
Các nhà triết học đạo đức định nghĩa sự phân biệt đối xử bằng cách sử dụng một định nghĩa mang tính đạo đức. Theo cách tiếp cận này, phân biệt đối xử được định nghĩa là những hành động, thông lệ hoặc chính sách áp đặt một cách sai trái sự bất lợi hoặc tước đoạt tương đối lên những người là thành viên thuộc về một nhóm xã hội dễ nhận thấy. Đây là một định nghĩa có tính so sánh. Một cá nhân không cần phải thực sự bị tổn hại để được xem là bị phân biệt đối xử. Người đó chỉ cần bị đối xử tệ hơn những người khác vì một lý do độc đoán nào đó. Nếu ai đó quyết định quyên góp để giúp đỡ trẻ mồ côi, nhưng quyết định quyên góp ít hơn, chẳng hạn như cho trẻ em thuộc một chủng tộc cụ thể vì thái độ phân biệt chủng tộc, thì người đó sẽ hành động theo cách phân biệt đối xử ngay cả khi người đó thực sự mang lại lợi ích cho những người mình phân biệt đối xử bằng cách quyên góp một số tiền cho họ. Sự phân biệt đối xử cũng phát triển thành nguồn gốc của sự áp bức, hành động coi ai đó là 'khác biệt' đến mức họ bị đối xử vô nhân đạo và bị hạ thấp.
Định nghĩa về sự phân biệt đối xử mang tính đạo đức này khác với định nghĩa không mang tính đạo đức - ở định nghĩa trước, sự phân biệt đối xử là sai theo định nghĩa, trong khi ở định nghĩa sau, điều này không đúng.
Lập trường của Liên Hợp Quốc về phân biệt đối xử bao gồm tuyên bố: "Các hành vi phân biệt đối xử có nhiều hình thức, nhưng tất cả đều liên quan đến một số hình thức loại trừ hoặc không chấp nhận." Hội đồng Nhân quyền Liên Hợp Quốc và các cơ quan quốc tế khác nỗ lực giúp chấm dứt sự phân biệt đối xử trên toàn thế giới.

## Các lý thuyết và triết học
Lý thuyết xã hội như chủ nghĩa quân bình nhấn mạnh rằng sự bình đẳng về xã hội phải là nguyên tắc nền tảng. Ở một số xã hội, bao gồm hầu hết các nước phát triển, các quyền dân sự của cá nhân bao gồm quyền không bị nhà nước phân biệt đối xử về xã hội.
Các triết gia đã tranh luận xem định nghĩa về phân biệt đối xử nên được mở đến mức nào. Một số triết gia lập luận rằng phân biệt đối xử nên giới hạn ở việc chỉ các hành vi đối xử sai trái hoặc làm thiệt hại cho một nhóm xã hội nổi bật (như là chủng tộc, giới, tính dục, v.v.) trong một bối cảnh cụ thể. Theo quan điểm này, việc không giới hạn khái niệm phân biệt đối xử sẽ dẫn đến việc khái niệm này trở nên bao trùm quá mức; ví dụ, vì hầu hết các vụ giết người xảy ra do một số khác biệt (có thật hoặc chỉ trong nhận thức) giữa thủ phạm và nạn nhân, nhiều vụ giết người sẽ cấu thành sự phân biệt đối xử nếu không bao gồm yêu cầu về sự nổi bật trong xã hội. Do đó, quan điểm này lập luận rằng việc đưa ra định nghĩa về phân biệt đối xử theo nghĩa rộng quá mức sẽ khiến nó trở nên vô nghĩa. Ngược lại, các nhà triết học khác lập luận rằng sự phân biệt đối xử chỉ nên đề cập đến sự đối xử bất lợi sai trái bất kể mức độ nổi bật về mặt xã hội của nhóm, lý luận rằng việc giới hạn khái niệm chỉ dành cho các nhóm nổi bật về mặt xã hội là tuỳ tiện, cũng như đặt ra vấn đề xác định nhóm nào sẽ được coi là nổi bật về mặt xã hội. Vấn đề nhóm nào nên được coi là nổi bật đã gây ra nhiều tranh luận chính trị và xã hội.
Dựa vào lý thuyết xung đột thực dụng (realistic-conflict) và lý thuyết bản sắc xã hội, Rubin và Hewstone đã nhấn mạnh sự khác nhau giữa ba kiểu phân biệt đối xử:
1. Cạnh tranh thực dụng (realistic competition) được thúc đẩy do lợi ích tự thân và nhằm đến việc dành được nguồn lực vật chất (ví dụ, lương thực, lãnh thổ, khách hàng) cho nhóm của mình (ví dụ, thiên vị nhóm của mình để dành được tài nguyên tốt hơn cho thành viên nhóm mình, bao gồm bản thân).
2. Cạnh tranh xã hội (social competition) được thúc đẩy do nhu cầu được coi trọng của bản thân và hướng đến việc đạt được vị thế xã hội cao hơn cho nhóm mình so với các nhóm khác (ví dụ thiên vị nhóm mình để tạo ra lợi thế so sánh với các nhóm khác).
3. Phân biệt đồng thuận (consensual discrimination) được thúc đẩy do nhu cầu chính xác về phân loại và thứ bậc,[14] phản ánh trật tự địa vị giữa nhóm (ví dụ, thiên vị một nhóm của mình có vị thế cao vì có vị thế cao).

### Thuyết dán nhãn
Phân biệt đối xử trong Thuyết dán nhãn, là hình thức phân loại trong nhận thức các nhóm thiểu số và sử dụng các khuôn mẫu. Lý thuyết này mô tả sự khác biệt như là sự lệch lạc khỏi chuẩn mực, dẫn đến việc hạ thấp và kỳ thị xã hội có thể coi là phân biệt đối xử. Chuỗi này bắt đầu từ việc mô tả một trật tự xã hội "tự nhiên". Chủ nghĩa Phát xít trong những năm 1930 và chính quyền Apartheid ở Nam Phi đã dùng các chính sách phân biệt chủng tộc cho mục đích chính trị. Mô hình này vẫn được một số nhà nước hiện nay sử dụng.

### Lý thuyết trò chơi
Nhà kinh tế Yanis Varoufakis (2013) lập luận rằng "phân biệt đối xử dựa trên những đặc điểm hoàn toàn sai trái nảy nảy nhanh chóng và có hệ thống trong các thí nghiệm sắp đặt", và rằng cả lý thuyết trò chơi cổ điển lẫn kinh tế tân cổ điển đều không thể giải thích hiện tượng này.
Varoufakis và Shaun Hargreaves-Heap (2002) làm một thí nghiệm trong đó tình nguyện viên chơi một trò chơi giả lập nhiều tập làm diều hâu - bồ câu. Ở mỗi đầu hiệp, mỗi người tham gia được giao ngẫu nhiên một màu, đỏ hoặc xanh da trời. Trong mỗi vòng đấu, người chơi được biết màu của đối phương nhưng không được biết những điều khác về đối phương. Hargreaves-Heap và Varoufakis phát hiện ra rằng hành vi của người chơi trong một hiệp thường xuyên tạo thành một phản ứng mang tính phân biệt đối xử, tạo ra một cân bằng Nash trong đó người chơi cùng một màu (màu "lợi") dùng các chiến thuật hiếu chiến "diều hâu" với người chơi mang màu khác, màu "bất lợi", trong khi những người này chơi chiến thuật hiền lành "bồ câu" với người mang màu "lợi". Người chơi của cả hai màu đều dùng chiến thuật hỗn hợp khi chơi với người có cùng màu. Khi thí nghiệm thêm phương án hợp tác, thì những người chơi "bất lợi" thường hợp tác với nhau, trong khi những người "có lợi" thì không. Những nhà nghiên cứu cho rằng trong khi thế cân bằng đạt được ở trò diều hâu - bồ câu ban đầu có thể dự đoán được bằng lý thuyết trò chơi tiến hóa, lý thuyết trò chơi không lý giải diễn biến hợp tác của nhóm yếu thế. Dùng nghiên cứu tâm lý của Matthew Rabin, họ đưa ra giả định rằng một quy chuẩn về vị thế khác nhau đã phát sinh trong cả hai nhóm, và quy chuẩn này định nghĩa một thế cân bằng có tính "công bằng" trong nhóm yếu thế.

### Nhà nước với thị trường tự do
Người ta tranh luận rằng thị trường có khuyến khích hay không những phân biệt đối xử do nhà nước tạo ra. Một lập luận là vì phân biệt đối xử hạn chế tiếp cận đến khách hàng và tạo thêm chi phí, quy luật thị trường trừng phạt sự phân biệt đối xử. Việc các công ty phản đối luật phân biệt sắc tộc kiểu Jim Crow là một ví dụ điển hình. Một lập luận khác là thị trường không nhất thiết sẽ giải quyết việc phân biệt đối xử, vì nếu phân biệt đối xử mà mang lại lợi nhuận cho chiều theo "thị hiếu" cá nhân (vốn là trọng tâm của thị trường), thì thị trường sẽ không trừng phạt phân biệt đối xử. Lập luận này dẫn chứng rằng các phân tích kinh tế vĩ mô về phân biệt đối xử dùng các phương pháp bất thường để xác định hiệu quả (dùng chức năng sản xuất trực tiếp) và rằng việc phân biệt đối xử tồn tại phổ biến trong việc làm (xác định bằng khoảng cách lương giữa những người bị phân biệt) về lâu dài là mâu thuẫn với lập luận rằng thị trường sẽ vận hành tốt và trừng phạt phân biệt đối xử.

## Quy định trong luật quốc tế
Luật nhân quyền quốc tế cấm "bất kỳ dạng phân biệt nào, bao gồm chủng tộc, màu da, giới tính, ngôn ngữ, tôn giáo, quan điểm chính trị hay quan điểm khác, nguồn gốc quốc gia hay xã hội, tài sản, vị thế sinh thành hay địa vị khác."
Công ước quốc tế về các quyền kinh tế, xã hội và văn hóa 1966 cấm  "bất kỳ sự phân biệt nào về chủng tộc, màu da, giới tính, ngôn ngữ, tôn giáo, quan điểm chính trị hoặc quan điểm khác, nguồn gốc dân tộc hoặc xã hội, tài sản, thành phần xuất thân hoặc địa vị khác" trong việc bảo đảm các quyền kinh tế, xã hội và văn hóa.
Công ước quốc tế về các quyền dân sự và chính trị 1966 cấm "bất kỳ sự phân biệt nào về chủng tộc, màu da, giới tính, ngôn ngữ, tôn giáo, quan điểm chính trị hoặc quan điểm khác, nguồn gốc dân tộc hoặc xã hội, tài sản, thành phần xuất thân hoặc địa vị khác" trong việc bảo đảm các quyền dân sự và chính trị.
Công ước quốc tế về xóa bỏ tất cả các hình thức phân biệt chủng tộc 1965 đặc biệt cấm mọi sự phân biệt đối xử dựa trên chủng tộc, màu da, dòng dõi, hay nguồn gốc quốc gia hay sắc tộc. Công ước quốc tế về xóa bỏ mọi hình thức phân biệt đối xử với phụ nữ 1979 quy định về các biện pháp cần thực hiện để loại bỏ việc phân biệt đối xử với phụ nữ. Công ước quốc tế về quyền của người khuyết tật 2007 nhấn mạnh các nguyên tắc và yêu cầu không phân biệt đối xử với người khuyết tật.
Ngoài ra còn có các văn kiện quy định về không phân biệt đối xử với các nhóm đặc biệt khác như trẻ em, người cao tuổi, người nhập cư, người thiểu số về tôn giáo, ngôn ngữ, sắc tộc.
Nhìn chung, các cơ sở phân biệt đối xử bị cấm trực tiếp trong các công ước nhân quyền quốc tế bao gồm: giới tính, tuổi tác, tình trạng khuyết tật, sức khỏe, sắc tộc/dân tộc, màu da, ngôn ngữ, địa vị kinh tế và xã hội, nơi sinh sống, xuất thân, tôn giáo, tình trạng hôn nhân và gia đình, thể hiện giới, quan điểm chính trị, và các cơ sở khác.
Chú ý rằng các cơ chế nhân quyền quốc tế coi danh sách các cơ sở phân biệt đối xử bị cấm này là một "danh sách mở", mang tính khuyến cáo chứ không bắt buộc, nghĩa là mỗi quốc gia vẫn có thể đề ra các bộ luật mang tính phân biệt đối xử tùy theo quan điểm chính trị, văn hóa tại mỗi quốc gia đó.

## Quy định ở các quốc gia
Nhìn chung, các luật cấm phân biệt đối xử được các quốc gia đưa ra trong thế kỷ 20 là kết quả của các phong trào đấu tranh vì bình đẳng và chống phân biệt đối xử. Trong 30 năm trở lại đây, nhiều quốc gia bắt đầu đưa ra các quy định chống phân biệt đối xử toàn diện nhằm hướng đến bình đẳng về cơ hội và bình đẳng thực chất.

### Việt Nam
Ở Việt Nam, Hiến pháp 2013 quy định tại điều 16: "Không ai bị phân biệt đối xử trong đời sống chính trị, dân sự, kinh tế, văn hóa, xã hội" Tuy vậy, điều 16 Hiến pháp chỉ nêu nguyên tắc không phân biệt đối xử trong các lĩnh vực đời sống mà không chỉ ra cụ thể các cơ sở phân biệt đối xử bị cấm (việc quy định cụ thể sẽ nằm trong các Luật chuyên ngành). Trong số các cơ sở phân biệt đối xử bị cấm, chỉ có phân biệt đối xử về giới là bị cấm trực tiếp trong Hiến pháp, điều 26 khoản 3.
Nhiều bộ luật ở Việt Nam gần đây đã được cập nhật quy định về cấm phân biệt đối xử trong các lĩnh vực khác nhau. Bộ luật Lao động 2019 Lưu trữ ngày 15 tháng 2 năm 2021 tại Wayback Machine nghiêm cấm "hành vi phân biệt, loại trừ hoặc ưu tiên dựa trên chủng tộc, màu da, nguồn gốc quốc gia hoặc nguồn gốc xã hội, dân tộc, giới tính, độ tuổi, tình trạng thai sản, tình trạng hôn nhân, tôn giáo, tín ngưỡng, chính kiến, khuyết tật, trách nhiệm gia đình hoặc trên cơ sở tình trạng nhiễm HIV hoặc vì lý do thành lập, gia nhập và hoạt động công đoàn, tổ chức của người lao động tại doanh nghiệp có tác động làm ảnh hưởng đến bình đẳng về cơ hội việc làm hoặc nghề nghiệp". Luật Giáo dục 2019 Lưu trữ ngày 24 tháng 4 năm 2021 tại Wayback Machine quy định tại Điều 13 "Mọi công dân không phân biệt dân tộc, tôn giáo, tín ngưỡng, giới tính, đặc điểm cá nhân, nguồn gốc gia đình, địa vị xã hội, hoàn cảnh kinh tế đều bình đẳng về cơ hội học tập." Luật Khám chữa bệnh 2017 quy định nguyên tắc trong hành nghề khám chữa bệnh là "Bình đẳng, công bằng và không kỳ thị, phân biệt đối xử đối với người bệnh." Luật Người Khuyết tật 2010 cấm các hành vi kỳ thị, phân biệt đối xử với người khuyết tật. Luật Bình đẳng Giới quy định rõ về bình đẳng giới và các biện pháp chống phân biệt đối xử về giới.

## Tranh cãi
Phân biệt đối xử thường bị nhắc đến với hàm ý xấu, nhưng thực tế, có những sự phân biệt đối xử là chính đáng và phù hợp với lợi ích chung của xã hội, trong trường hợp này thì sự phân biệt đối xử là cần thiết và nên được thực hiện (ví dụ như việc cách ly người mang bệnh truyền nhiễm là cần thiết để ngăn chặn dịch bệnh lây lan, việc cấm người khuyết tật tham gia nghĩa vụ quân sự là để đảm bảo khả năng chiến đấu của quân đội). Như vậy, không nên coi phân biệt đối xử là xấu, mà cần phải phân tích rõ xem sự phân biệt đó có chính đáng hay không.
Các truyền thống, chính sách, thông lệ và luật pháp có tính phân biệt đối xử tồn tại ở nhiều quốc gia và thiết chế trên khắp thế giới, ở những nơi mà sự phân biệt đối xử được ủng hộ. Ở một số nơi, một số nỗ lực, chẳng hạn như đặt ra chỉ tiêu, đã được sử dụng để mang lợi ích cho những người được cho là nạn nhân hiện tại hoặc trong quá khứ của sự phân biệt đối xử. Những nỗ lực này thường vấp phải tranh cãi và đôi khi được gọi là phân biệt đối xử ngược. Ví dụ: việc ưu tiên bố trí một tỷ lệ phụ nữ nhất định vào các vị trí lãnh đạo (dù có những phụ nữ trong số đó không đủ năng lực), hoặc việc phụ nữ có quyền lợi ngang nam giới nhưng lại được miễn nghĩa vụ quân sự đã bị nhiều người coi là "phân biệt đối xử ngược" và sự bất công chống lại nam giới.

## Liên kết
- Tư liệu liên quan tới Discrimination tại Wikimedia Commons
- Định nghĩa pháp lý
  - Canada Lưu trữ ngày 12 tháng 12 năm 2006 tại Wayback Machine
  - Nga
  - Hoa Kỳ
  - Úc Lưu trữ ngày 12 tháng 3 năm 2002 tại Wayback Machine
- Employment Discrimination Laws in the United States
- Discrimination Laws in Europe  Lưu trữ ngày 14 tháng 2 năm 2008 tại Wayback Machine
- Behavioral Biology and Racism
- Anti-Racism and Hate Lưu trữ ngày 13 tháng 7 năm 2016 tại Wayback Machine